# Jaroslav Moučka
Jaroslav Moučka (9. listopadu 1923 Studená u Telče – 26. prosince 2009 Praha) byl český herec.

## Biografie
Narodil se 9. listopadu 1923 ve Studené u Telče. Otec byl obchodní cestující a matka švadlena. On sám se učil kamnářem, pekařem, knihkupcem, nakonec se vyučil a pracoval jako strojní zámečník a soustružník. Od mládí se však věnoval i ochotnickému divadlu – stačilo, když jednou v Jihlavě potřebovali mladíka na jeden záskok. Od roku 1945 byl profesionálním hercem.
Jeho bratr Milan, starší o dva roky, byl v padesátých letech velitelem vyšetřovatelů StB v pražské Ruzyni, což prý bylo důvodem, proč spolu později bratři nemluvili.
Protože pocházeli z chudých poměrů, vstoupili se svým bratrem oba do Komunistické strany. Sám Jaroslav Moučka z KSČ vystoupil v roce 1968, ale roku 1977 mu byl nabídnut návrat.
V 90. letech se s manželkou Jiřinou vrátil na rodné Jindřichohradecko a žil v Kardašově Řečici.

## Divadelní dráha
V roce 1945 získal první profesionální divadelní angažmá právě v Jihlavě v Horáckém divadle, kde působil jako inspicient s hereckou povinností. Po roce odešel do Kladna (1946–1947), odtud opět po roce do Olomouce, a v další sezoně (1949–1950) dokonce působil v pražském Národním divadle, kam odešel za Jindřichem Honzlem. Protože však dostával málo příležitostí, již za rok přešel na další dvě sezony (1950–1953) do Divadla pracujících ve Zlíně (dnešní Městské divadlo Zlín).
Od roku 1953 se stal stálým členem Divadla na Vinohradech (tehdy ÚDČA – Ústřední divadlo Československé armády), kde si do roku 1994, kdy odešel do hereckého důchodu, zahrál 145 rolí, jako např. Jana Husa, Bláhu v Paličově dceři, myslivce v Pleskotově inscenaci Babičky, Jílkova Silvestra, Colase Breugnona v dramatizaci Rollandova románu Dobrý člověk ještě žije, hejtmana v Revizorovi. Jako první hrál zapomenutého čerta Trepifajksla ve hře Jana Drdy Dalskabáty, hříšná ves (po boku Vlasty Chramostové, 1959); Trepifajksla ztvárnil i v televizním filmu, kde byla jeho partnerkou Jiřina Bohdalová (1976).

### Citát
| „                                          | Narodil jsem se sice ve Studené u Telče, ale mým domovem je Praha. Domov totiž máme tam, kde pracujeme a kde pracujeme rádi. | “ |
| — Jaroslav Moučka, Křeslo pro hosta (1984) | |   |

## Film a televize
Ve filmu poprvé hrál již v roce 1950 ve snímku Případ dr. Kováře, v 60. a 70. letech pak vytvořil přes sedmdesát rolí, velké množství příležitostí dostal i v televizi, např. v seriálech Muž na radnici, Plechová kavalerie, F. L. Věk, Byli jednou dva písaři, Taková normální rodinka, Zlá krev, Bylo nás šest, Byl jednou jeden dům, Život na zámku, Nemocnice na kraji města, Synové a dcery Jakuba skláře a mnohých dalších.

### Role tajemníka Pláteníka
Jeho postavy většinou patřily mezi lidové typy, mírně tíhly ke komediantství, i když posléze rolí funkcionáře Pláteníka v propagandistického televizním seriálu Okres na severu byl zaškatulkován právě takto – jako tajemník či předseda. Získal, jak sám charakterizoval tajemníka Pláteníka, „krásně napsanou roli o slušném člověku“. „Já jsem Pláteníka tak trochu znal ještě před natáčením, než jsem si o něm přečetl ve scénáři,“ řekl v roce 1980 při natáčení seriálu Okres na severu.

## Ocenění
V roce 1978 získal Jaroslav Moučka titul zasloužilý umělec, 1982 Laureát státní ceny Klementa Gottwalda.

## Role

### Film
- 1964 Atentát
- 1966 Vrah skrývá tvář
- 1970 Na kolejích čeká vrah
- 1974 Případ mrtvého muže
- 1976 Dobrý den město
- 1976 Odysseus a hvězdy
- 1977 Čarodějův učeň (animovaný film) – namluvená role: Mistr čaroděj / havran
- 1978 Otec nebo bratr

## Televize
- 1968 Talisman (TV mikrokomedie) – role: kumpán, zloděj
- 1968 Sňatky z rozumu (TV seriál)
- 1969 Dvě Cecilky (TV pohádka) – role: otec tkadlec
- 1969 Záhada hlavolamu (TV seriál) – role: zámečnický mistr M (Mažňák otec)
- 1971 Taková normální rodinka (TV seriál) – role: malíř Hamouzek
- 1971 F. L. Věk (TV seriál) – role: Černý – soused v Dobrušce
- 1972 Byli jednou dva písaři (TV seriál) – role: nájemce statku Guy
- 1974 30 případů majora Zemana (TV seriál 1974–1979) (příběh z roku 1960 – 17.díl: Prokleté dědictví)
- 1975 Nejmladší z rodu Hamrů (TV seriál) – role: otec Hamr
- 1975 Chalupáři (TV seriál) – role: zootechnik Karel Voborník
- 1976 Dalskabáty, hříšná ves aneb Zapomenutý čert (TV filmová pohádka) – role: čert Trepifajksl
- 1976 Muž na radnici (TV seriál) – role: Brandejs – předseda MV KSČ v Brodu
- 1977 Nemocnice na kraji města (TV seriál) – role: Kovanda – tchán MUDr. Arnošta Blažeje
- 1979 Plechová kavalerie (TV seriál) – role: Kahovec – ředitel
- 1980 Okres na severu (TV seriál) – role: Josef Pláteník – vedoucí tajemník okresního výboru KSČ
- 1984 Rozpaky kuchaře Svatopluka (TV seriál) – role: Šechtl – kuchař
- 1985 Synové a dcery Jakuba skláře (TV seriál)
- 1986 Zlá krev (TV seriál) – role: Pilát
- 1986 Tichá domácnost (TV komedie) – role: Kódl Janatka
- 1988 Chlapci a chlapi (TV seriál)
- 1996 Život na zámku (TV seriál) – role: otec Mráz

### Dabing
- 1973 Větrné moře – role: Alibaba
- 1979 Tip a Tap (TV večerníček) – létající pes strýček Fido

### Divadlo
- Dalskabáty, hříšná ves – Trepifajksl

### Rozhlasové role
- 1969 Arthur Conan Doyle: Modrý korund. Vánoční případ Sherlocka Holmese. Role: sluha, překlad Josef Pachmayer, režie: Miroslava Valová
- 1995 Jan Neruda Figurky, Rozhlasová komedie na motivy stejnojmenné povídky ze sbírky Povídky malostranské. Dramatizace Jiří Just. Hudba Petr Mandel. Dramaturg Josef Hlavnička. Režie Vlado Rusko. Osoby a obsazení: Doktor (Ivan Trojan), Morousek (Jan Novotný), Vilhelmová (Naďa Konvalinková), Provazník (Vladimír Krška), Otylie (Zuzana Petráňová), Domácí (Oldřich Velen), Malíř (Antonín Molčík), Malířová (Růžena Merunková), Pepík (Matěj Sviták), Hostinský (Jaroslav Moučka), Nadporučík (Jiří Klem), Sekundant (Petr Křiváček), Lékař (Rudolf Pechan) a Pouliční zpěvák (Petr Křiváček).